# خوردن رائول
خوردن رائول (انگلیسی: Eating Raoul) فیلمی در ژانر کمدی ترسناک به کارگردانی پال بارتل است که در سال ۱۹۸۲ منتشر شد.

## خلاصه فیلم
یک زوج بی‌حوصله لس‌آنجلسی، راهی عجیب و خطرناک برای تأمین هزینه‌های افتتاح یک رستوران پیدا می‌کنند...

## بازیگران
- مری وارناف در نقش ماری بلاند
- رابرت بلتران در نقش رائول مندوزا
- پال بارتل در نقش پال بلاند
- ریچارد پل در نقش آقای کری